# Václav Eller
Václav Eller (23. září 1917, Šumavské Hoštice – 27. října 1942, Mnichov) byl český komunista a protinacistický odbojář působící zejména ve Strakonicích.
Narodil se v Šumavských Hošticích. Za německé okupace se přidal ke komunistickému odboji, v roce 1939 přinesl do strakonické zbrojovky (ČZ), kde pracoval, první výtisk ilegálního Rudého práva. Následně do Strakonic každý měsíc dovážel pravidelně výtisk těchto ilegálních novin z Českých Budějovic. Za tuto odbojovou činnost byl na počátku roku 1941 zatčen. Byl vězněn, mučen a nakonec popraven v Mnichově za heydrichiády, 27. října 1942.

## Posmrtné pocty

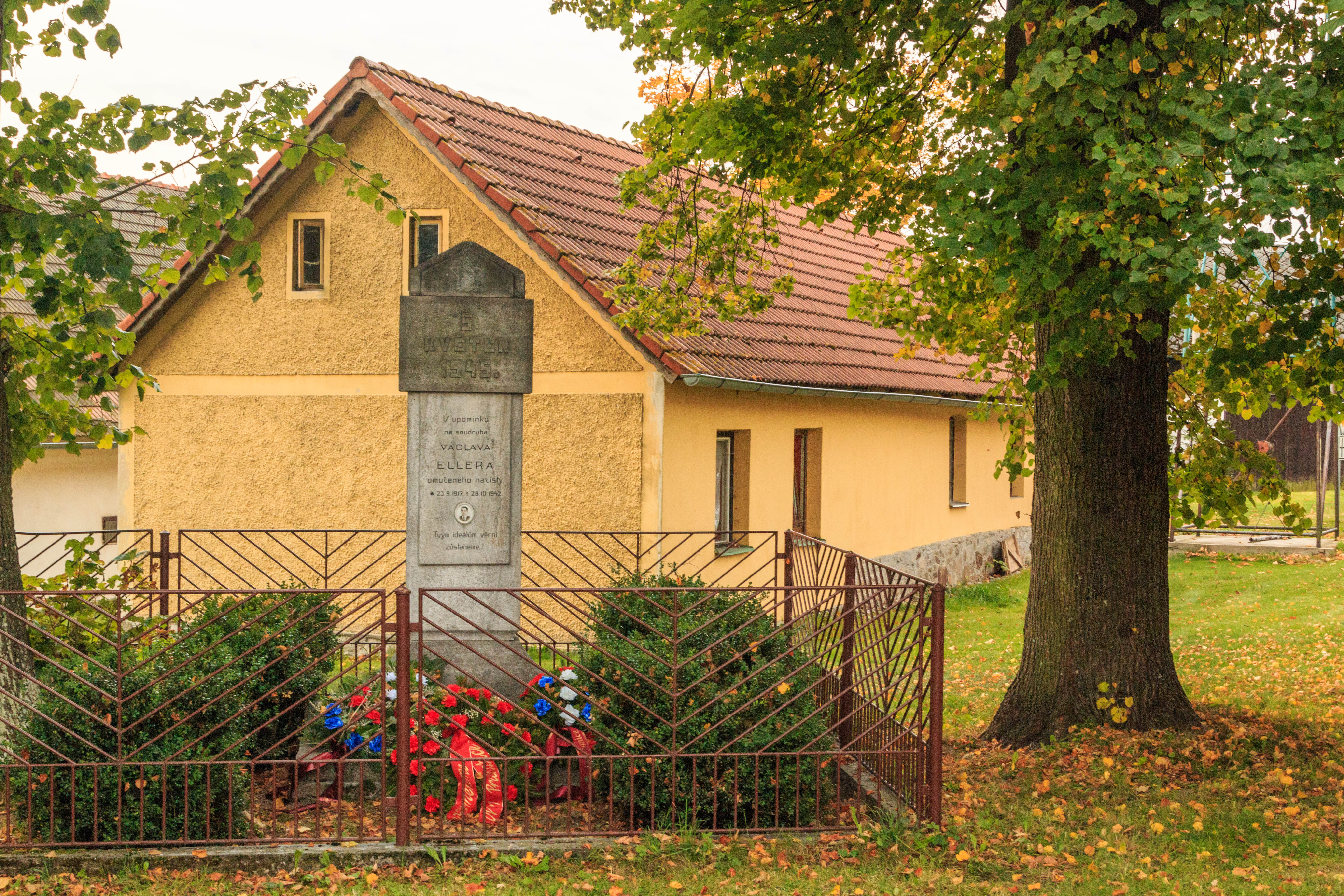
Pomník v Šumavských Hošticích

Eller je připomínán pomníkem v Šumavských Hošticích a pomníkem v areálu ČZ ve Strakonicích.
Ve Strakonicích je po něm pojmenovaná Ellerova ulice.